# Eurialus és Lucretia
Az Eurialus és Lucretia egy 16. századból fennmaradt magyar nyelvű széphistória, szerzője, a "Pataki Névtelen" ismeretlen. Néhány elemző Balassi Bálintnak tulajdonítja a mű írását és őt azonosítja a Pataki Névtelen személyével. A mű Enea Silvio Piccolomini (később II. Piusz pápa) De duobus amantibus: Eurialo et Lucretia című művének feldolgozása, mely 1577-ben, Sárospatak várában, a Gombos-kertben íródott.

## Szövegkiadások
- Eurialusnac és Lucretianac szép historiaia melyben meg irattatic egymáshoz valo nagy szerelmec, mely szerelemboel végre Lucretiánac koevetkoezéc szoernyue halála. Kolozsvár, 1592
- Valkai András, Görcsöni Ambrus, Majssai Benedek, Gergei Albert, Huszti Péter énekei, Eurialus és Lucretia históriája, Telamon históriája, Bogáti Fazakas Miklós folytatása Görcsöni Ambrus históriájához. 1567–1577; szerk. Varjas Béla, sajtó alá rend. Horváth Iván et al., Akadémiai, Bp., 1990 (Régi magyar költők tára)

## Történet
|  | Alább a cselekmény részletei következnek! |

Lucretia, a szegény lány nagyon tetszik Zsigmond császárnak, de Menelaus felesége. Ő mégis Eurialusba szeret bele, egy francia ifjúba. Szolgája, Sosias hiába inti, hogy ne csináljon őrültséget. Azért szól mindemellett Eurialusnak, hogy Lucretia imádja őt. Eurialus levelet ír a nőnek, hogy szereti, melyre a lány válasza: ”én éltem tiszta, keress más szeretőt!” Azért mégis levelezésbe kezdenek. Végre Lucretia is szerelmet vall, de fél ennek következményeitől. Hosszas ostrom után mégis belemegy a dologba. Ám férje nagyon őrizteti, ezért ő anyja egy rokonával küldözgeti a levelet (anyja sem támogatja őt). Ezután Pandalusnak mondja el titkát. Zsigmond két hónapra Rómába küldi Eurialust szolgálni, addig Lucretia szomorkodik, ám mikor megjön, a nő mosollyal fogadja. Így a császár rájön szerelmükre. Eurialus mindennap figyeli az asszonyt, mígnem egyszer találkoznak.
Sosias arra inti asszonyát, szerelmét el ne árulja senkinek, támogatja a szerelmesek találkozását. Ám hirtelen érkezik Menelaus, Lucretia férje. Eurialust elbújtatják, titkon kieresztik a házból. Majd mikor a férj elment, ismét beeresztik. Másnap Eurialus eldicsekszik Achontesnek, hogy Lucretia az övé lett.
Pacorus vitéz szintén szerelmes Lucretiaba s azt hiszi, viszonzást is nyerhet. Levelet ír neki, de a csokor virág, melyben elküldi, diákokhoz kerül, kik elviszik Menelaushoz. Erre ír egy másik levelet s bedobja az ablakon, ám az épp Menelaus orra elé esik. Ezért szöknie kell.
Eurialus egy éjjel megint meglátogatja Lucretiát, de Menelaus ismét hazaérkezik. Az asszony kimegy ura elé, megpróbálja tartóztatni, hogy be ne menjen az ágyasházba. A vitéz ismét megmenekül.
Másnap elmondja Pandalusnak, milyen kapcsolatban áll az asszonnyal. Kéri Pandalust, vigye be őt ezután a nő házába. Pandalus jószívűen ajánlkozik, mert Eurialus főispánságot ígér neki.
Menelausnak dolga akad a faluban s Pandalus felajánlja neki, menjen Eurialus lován. Menelaus öccse azonban otthon marad. Eurialus Achatessel megy Lucretiához, de Achates kint vár rá. A nő hirtelen meghal szeretője keze között, illetve csak úgy tesz. Bemennek a hálószobába s egész éjszaka ki sem jönnek.
Eurialusnak újra Rómába kell mennie, az asszony levélben kéri, hogy vigye magával, ám Eurialus ezt nem teheti. Eurialus Rómában halálán van, de még sokáig levelez a nővel. Lucretia belehal a bánatba. Végül Eurialus meggyógyul s a császár keres neki egy másik feleséget.
|  | Itt a vége a cselekmény részletezésének! |

## Újkori kiadások
- Magyar széphistóriák (Sajtó alá rendezte Stoll Béla, Magyar Könyvtár, Budapest, 1955)
- Széphistóriák (Neumann Kht., Budapest, 2002)[2] Online elérhetőség